# Nicolas Lebègue
Nicolas-Antoine Lebègue, także Le Bègue (ur. około 1631 w Laon, zm. 6 lipca 1702 w Paryżu) – francuski kompozytor, klawesynista i organista.

## Życiorys
Nie wiadomo, gdzie i kiedy otrzymał edukację, dokument katedry w Troyes z 1661 roku opisuje go jednak jako sławnego organistę z Paryża. W 1664 roku objął posadę organisty w kościele Saint Merri w Paryżu, a od 1678 roku był organistą na dworze królewskim. Do grona jego uczniów należeli François d’Agincourt, Nicolas de Grigny, Gabriel Garnier i Jean-Nicolas Geoffroy.
Opublikował trzy zbiory utworów na organy (1676, 1678, 1685) i dwa zbiory utworów na klawesyn (1677, 1687), ponadto zbiór motetów na głos, basso continuo oraz organy lub viole w ritornelach (1687). 